# New Ulm
Pour les articles homonymes, voir New Ulm (homonymie).
La ville américaine de New Ulm est le siège du comté de Brown, dans l’État du Minnesota. En 2010, elle comptait 13 522 habitants.

## Histoire
Cette ville du sud de l'État fut bâtie par des colons allemands au XIXe siècle. Elle abrite le monument d'Hermann Heights, réplique du Hermannsdenkmal situé en Allemagne.
La ville abrite plusieurs autres édifices anciens : la boulangerie Melges, construite en brique locale en 1865 ; la maison de John Lind, 14e gouverneur du Minnesota, construite en 1887 en brique et pierre dans le style Queen Anne ; le bureau de poste, construit en 1909 en brique et béton moulé ; l'armurerie de la Garde nationale, construite en 1913 en brique et béton dans le style néogothique ; et la station-service (en), construite en 1926, un des édicules fantaisistes créés par la Saffert Construction Company de New Ulm.

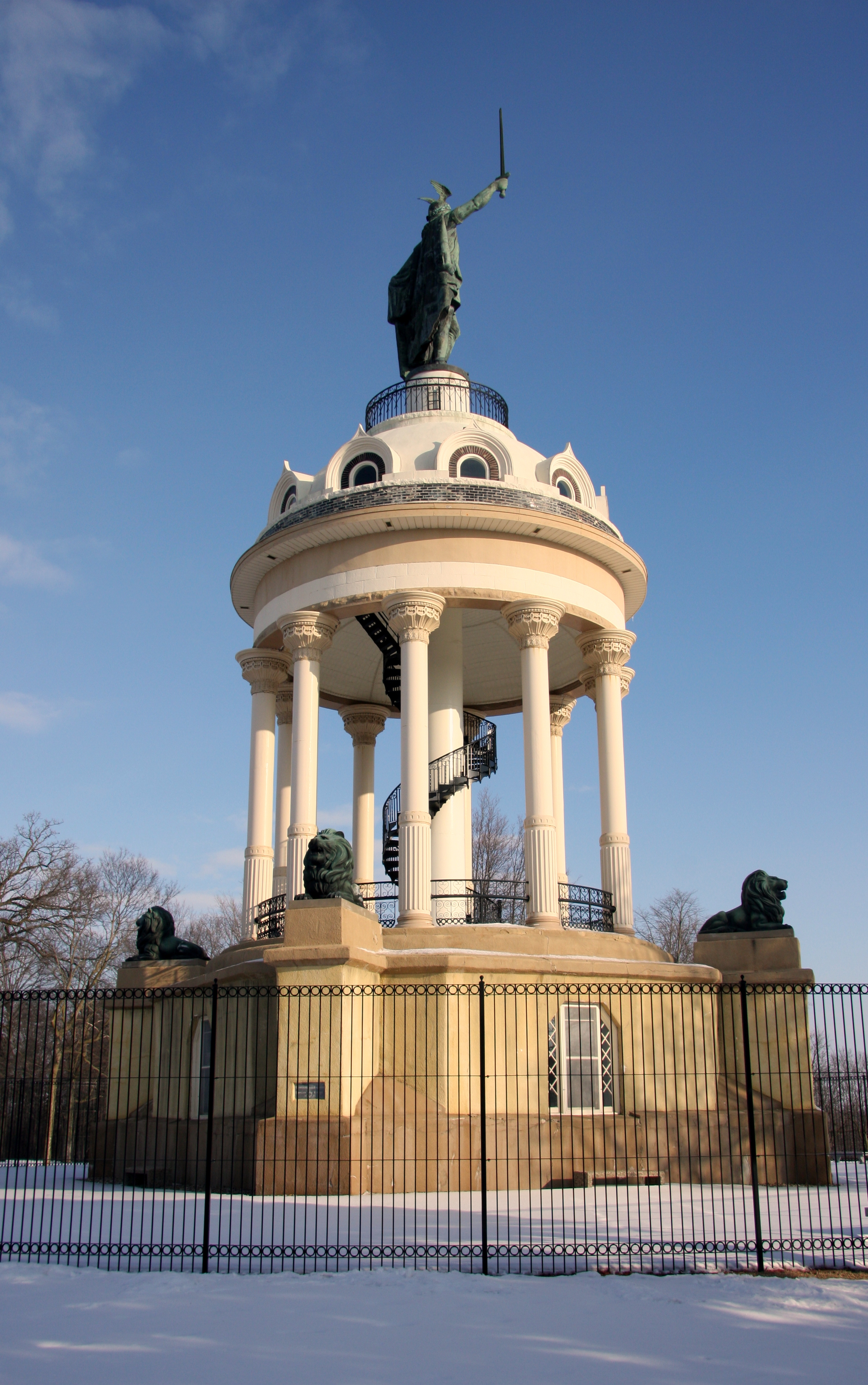
Monument d'Hermann Heights.
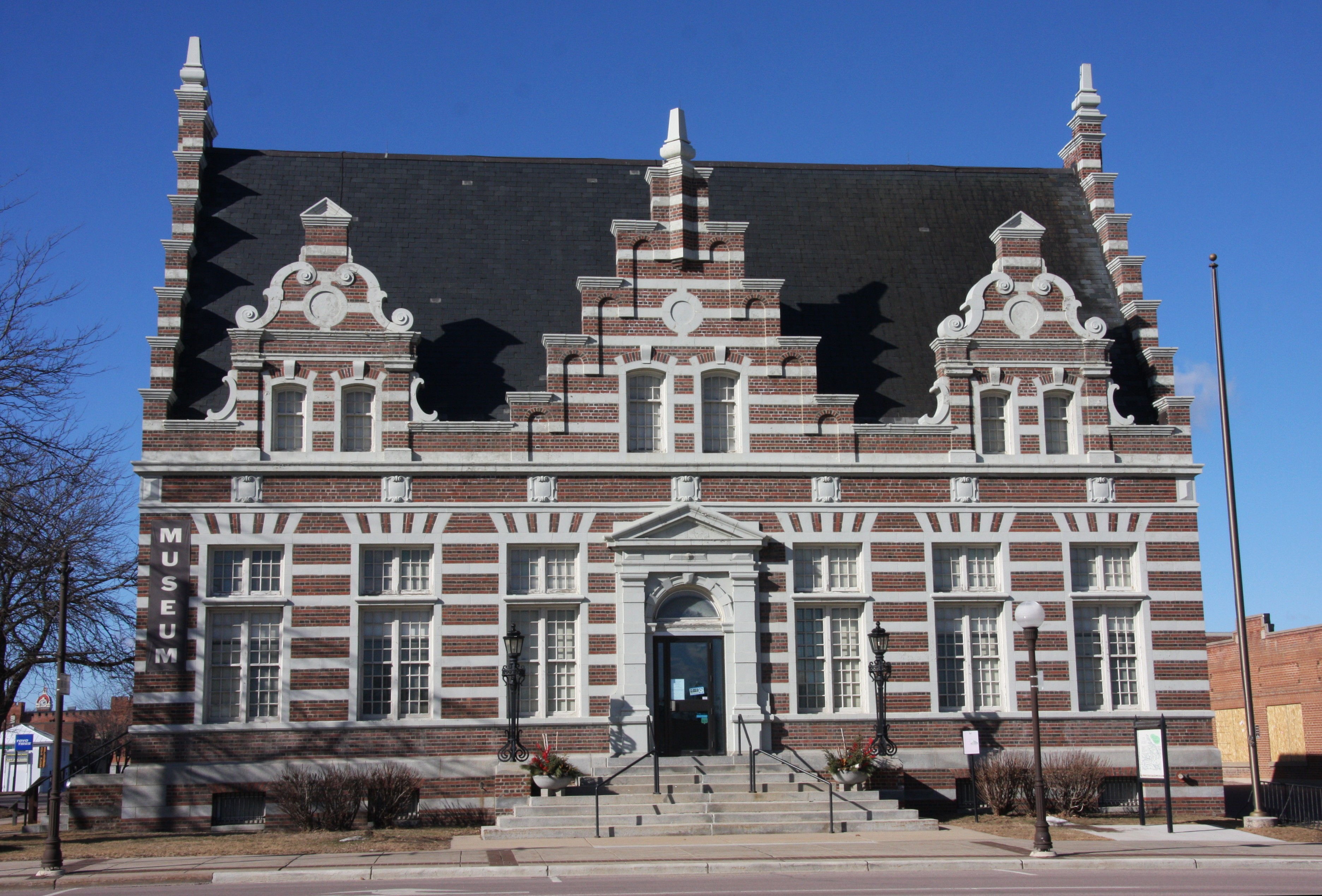
Ancienne poste, reconvertie en musée.

## Personnalités liées à la ville
L’actrice Tippi Hedren est née à New Ulm.

## Transports
New Ulm possède un aéroport (New Ulm Municipal Airport, code AITA : ULM).

## Évêché
La cathédrale de la Sainte-Trinité est le siège de l'évêché de New Ulm.

## Origines ancestrales
New Ulm est très connu pour sa forte présence d'une communauté de descendants d'Allemands qui représentent plus de deux tiers de la population. New Ulm signifie « Nouvelle Ulm » en anglais. Ulm est une ville en Allemagne. Les habitants se déclarent être principalement d'origine :
- Allemande : 63,8 %
- Norvégienne : 13,8 %
- Irlandaise : 8 %
- Suédoise : 5,6 %
- Américaine : 4,4 %
- Anglaise : 3,2 %
- Polonaise : 2,2 %
- Italienne : 1,8 %
- Tchèque : 1,5 %